# Plexaura fusca
Plexaura fusca is een zachte koraalsoort uit de familie Plexauridae. De koraalsoort komt uit het geslacht Plexaura. Plexaura fusca werd in 1860 voor het eerst wetenschappelijk beschreven door Duchassaing & Michelotti. 